# Tanya Roberts
Tanya Roberts, pseudonimo di Victoria Leigh Blum (New York, 15 ottobre 1949 – Los Angeles, 4 gennaio 2021), è stata un'attrice statunitense.
Divenne celebre nel 1980 interpretando il ruolo di Julie Rogers nell'ultima stagione del telefilm Charlie's Angels; successivamente è stata la Bond girl Stacey Sutton in 007 - Bersaglio mobile del 1985.

## Biografia
Secondogenita di un venditore di penne stilografiche di Manhattan, Oscar Blum, di origini austriache, e di una donna ebrea, Dorothy Smith, aveva una sorella maggiore, Barbara Chase. Oscar Maximilian Blum nato a New York City, era figlio di Theodor Blum, pioniere nella chirurgia orale e nella anestesiologia ed uso di raggi X nelle cure dentali. Theodor Blum nacque a Vienna ed emigrò a New York nel 1904. Oscar si laureò alla Cornell University nel 1934 e studiò medicina. Nel 1940 il padre Oscar lavorò come assistente manager per una casa editrice musicale di New York City. Si sposò nel 1945 a Weymouth in Inghilterra con Dorothy Leigh Smith da Oldham. All'età di 22 anni raggiunsero New York City nell'aprile 1945. Nel 1948, Dorothy ritornò a New York da un viaggio in Inghilterra con la sorella di Tanya.
Dopo il divorzio dei suoi genitori, si trasferì con la madre a Toronto, in Canada, dove iniziò a elaborare un portfolio fotografico e a preparare i progetti per una carriera di attrice, passione maturata durante i primi anni della sua adolescenza.
Nel 1971, poco dopo aver abbandonato il liceo, si sposo con un ragazzo bohémien; la coppia visse per qualche tempo facendo l'autostop attraverso gli Stati Uniti. La madre di Victoria, venuta a sapere del matrimonio, li rintracciò e riportò la figlia a casa propria, causando quindi l'annullamento del loro matrimonio.

Victoria ritornò a New York per seguire la carriera di fotomodella e qui conobbe lo studente di psicologia Barry Roberts, che sposò nel 1974 e a cui restò legata fino alla morte di lui nel 2006. Mentre Roberts avrebbe intrapreso la carriera di sceneggiatore, Victoria iniziò a seguire i corsi presso l'Actors Studio tenuti da Lee Strasberg e Uta Hagen: fu allora che scelse lo pseudonimo di Tanya Roberts, prendendo il cognome del marito.

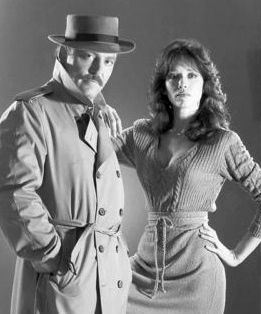
Stacy Keach e Tanya Roberts sul set del film tv Mike Hammer - Un mistero dal passato (1983)

Nella seconda metà degli anni settanta iniziò a recitare a Broadway, contemporaneamente interpretando piccole parti in short pubblicitari, film e telefilm. Nel 1980, grazie anche a queste esperienze, venne scelta per il ruolo di Julie Rogers nella quinta (e ultima) stagione della serie televisiva Charlie's Angels, in sostituzione di Shelley Hack. L'ingresso di Roberts nel cast non bastò a risollevare le sorti dello show, che venne chiuso per bassi ascolti, ma diede comunque grande notorietà all'attrice, che venne scelta per il ruolo di Velda nel film TV Mike Hammer - Un mistero dal passato, al fianco di Stacy Keach.
Successivamente riuscì a confermare la sua popolarità interpretando il personaggio di Sheena nel film Sheena, regina della giungla (1984) e la Bond girl Stacey Sutton in 007 - Bersaglio mobile (1985), accanto a Roger Moore nella sua ultima interpretazione di James Bond. Apparve inoltre in un film italiano, I paladini: storia d'armi e d'amori (1983), per la regia di Giacomo Battiato, ispirato alle vicende dell'Orlando Furioso. Da segnalare la sua presenza anche nel film di Don Coscarelli Kaan principe guerriero (1982), sul set del quale posò per un servizio di nudo per Playboy.
Dopo aver partecipato negli anni novanta ad alcuni thriller erotici quali Occhi nella notte (1990), Patto a tre (1991), Torbido desiderio (1993) e a commedie come Quasi incinta (1992), a cavallo del nuovo millennio tornò alla notorietà prendendo parte alla sitcom That '70s Show. Quando suo marito Barry si ammalò gravemente, Roberts lasciò il mondo dello spettacolo per occuparsi di lui a tempo pieno.
Colta da un malore intestinale nel dicembre 2020 mentre portava a spasso i cani, venne ricoverata in gravi condizioni presso il Cedars-Sinai Medical Center di Los Angeles, morendo poi la sera del 4 gennaio 2021 a 71 anni, a causa di una grave infezione delle vie urinarie che si era poi estesa ad altri organi e al flusso sanguigno fino a provocare una fatale batteriemia.

## Vita privata

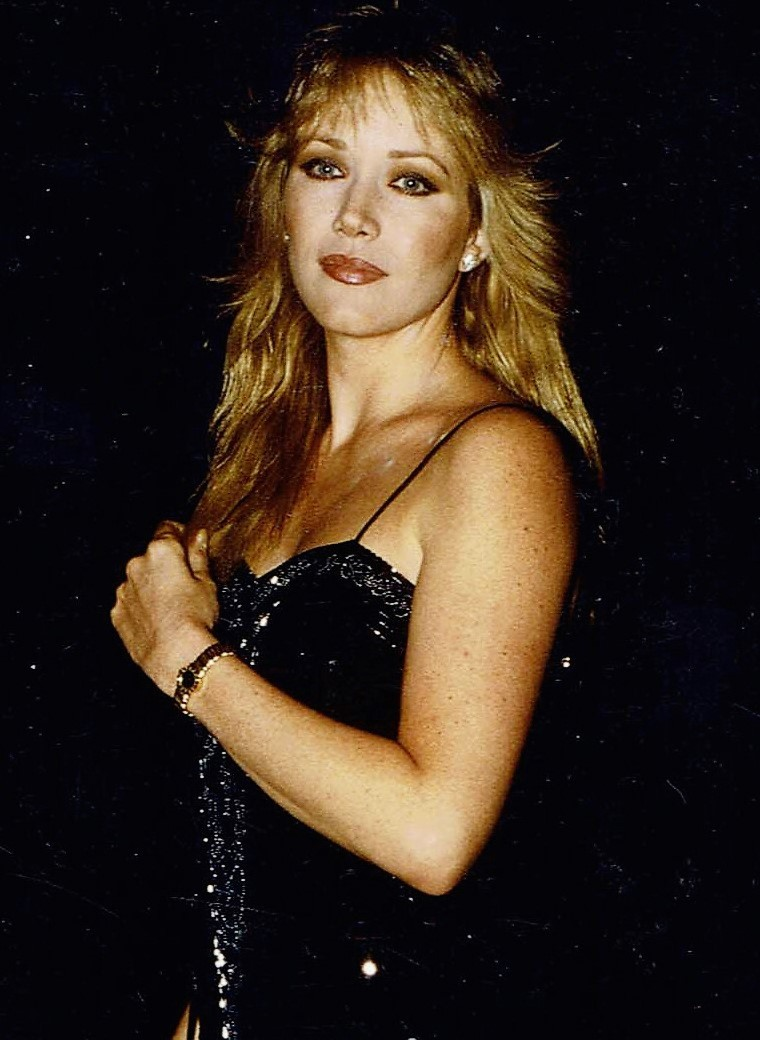
L'attrice nel 1982

Lontana dal 2005 dalle luci della ribalta, l'anno seguente rimase vedova del marito Barry Roberts; in seguito si legò a Lance O' Brian. La sorella, Barbara Chase, è stata l'ultima moglie dello scrittore Timothy Leary.

## Filmografia

### Attrice

#### Cinema
- Un'ombra nel buio (Forced Entry), regia di Jim Sotos (1975)
- The Yum Yum Girls, regia di Barry Rosen (1976)
- The Private Files of J. Edgar Hoover, regia di Larry Cohen (1977)
- Rapsodia per un killer (Fingers), regia di James Toback (1978)
- Horror Puppet (Tourist Trap), regia di David Schmoeller (1979)
- California Dreaming, regia di John D. Hancock (1979)
- Racquet, regia di David Winters (1979)
- Kaan principe guerriero (The Beastmaster), regia di Don Coscarelli (1982)
- I paladini: storia d'armi e d'amori, regia di Giacomo Battiato (1983)
- Sheena, regina della giungla (Sheena), regia di John Guillermin (1984)
- 007 - Bersaglio mobile (A View to a Kill), regia di John Glen (1985)
- Body Slam, regia di Hal Needham (1986)
- Soggiorno all'inferno (Purgatory), regia di Ami Artzi (1988)
- Twisted Justice, regia di David Heavener (1990)
- Occhi nella notte (Night Eyes), regia di Jag Mundhra (1990)
- Patto a tre (Inner Sanctum), regia di Fred Olen Ray (1991)
- Legal Tender, regia di Jag Mundhra (1991)
- Quasi incinta (Almost Pregnant), regia di Michael DeLuise (1992)
- Torbido desiderio (Sins of Desire), regia di Jim Wynorski (1993)
- Deep Down, regia di John Travers (1995)

#### Televisione
- Spiaggia a Zuma (Zuma Beach) - film TV (1978)
- Pleasure Cove - film TV (1979)
- I grandi eroi della Bibbia (Greatest Heroes of the Bible) - serie TV, 1 episodio (1979)
- Vega$ - serie TV, 2 episodi (1980)
- Waikiki - film TV (1980)
- Charlie's Angels - serie TV, 16 episodi (1980-1981)
- Love Boat (The Love Boat) - serie TV, 1 episodio (1982)
- Fantasilandia (Fantasy Island) - serie TV, 1 episodio (1982)
- Mike Hammer - Un mistero dal passato (Murder Me, Murder You) - film TV (1983)
- La legge di Burke (Burke's Law) - serie TV, 1 episodio (1994)
- Due poliziotti a Palm Beach (Silk Stalkings) - serie TV, 1 episodio (1995)
- Hot Line - serie TV, 12 episodi (1994-1996)
- Alta marea (High Tide) - serie TV, 1 episodio (1997)
- Off Centre - serie TV, 1 episodio (2002)
- That '70s Show - serie TV, 81 episodi (1998-2004)
- Eve - serie TV, 1 episodio (2005)
- Barbershop - serie TV, 2 episodi (2005)

### Produttrice
- Torbido desiderio (Sins of Desire), regia di Jim Wynorski (1993)

## Doppiatrici italiane
Nelle versioni in italiano delle opere in cui ha recitato, Tanya Roberts è stata doppiata da:
- Isabella Pasanisi in 007 - Bersaglio mobile, Charlie's Angels
- Micaela Esdra in Sheena, regina della giungla
- Livia Giampalmo ne I paladini: storia d'armi e d'amori
- Rossella Izzo in Kaan principe guerriero
- Laura Mercatali in That '70s Show
- Paola Giannetti in Torbido desiderio